# Seta rocosa

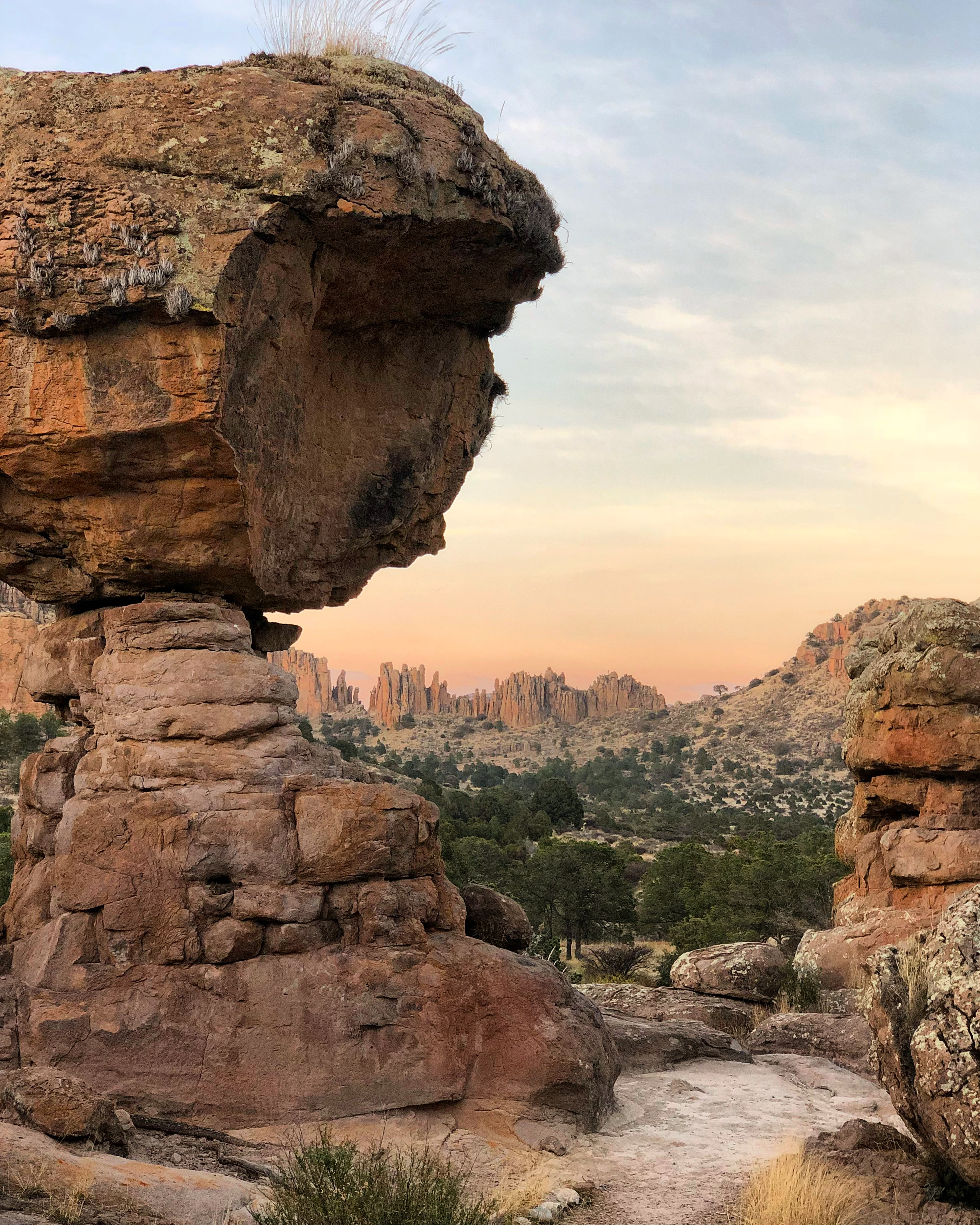
Parque nacional Sierra de Órganos en México

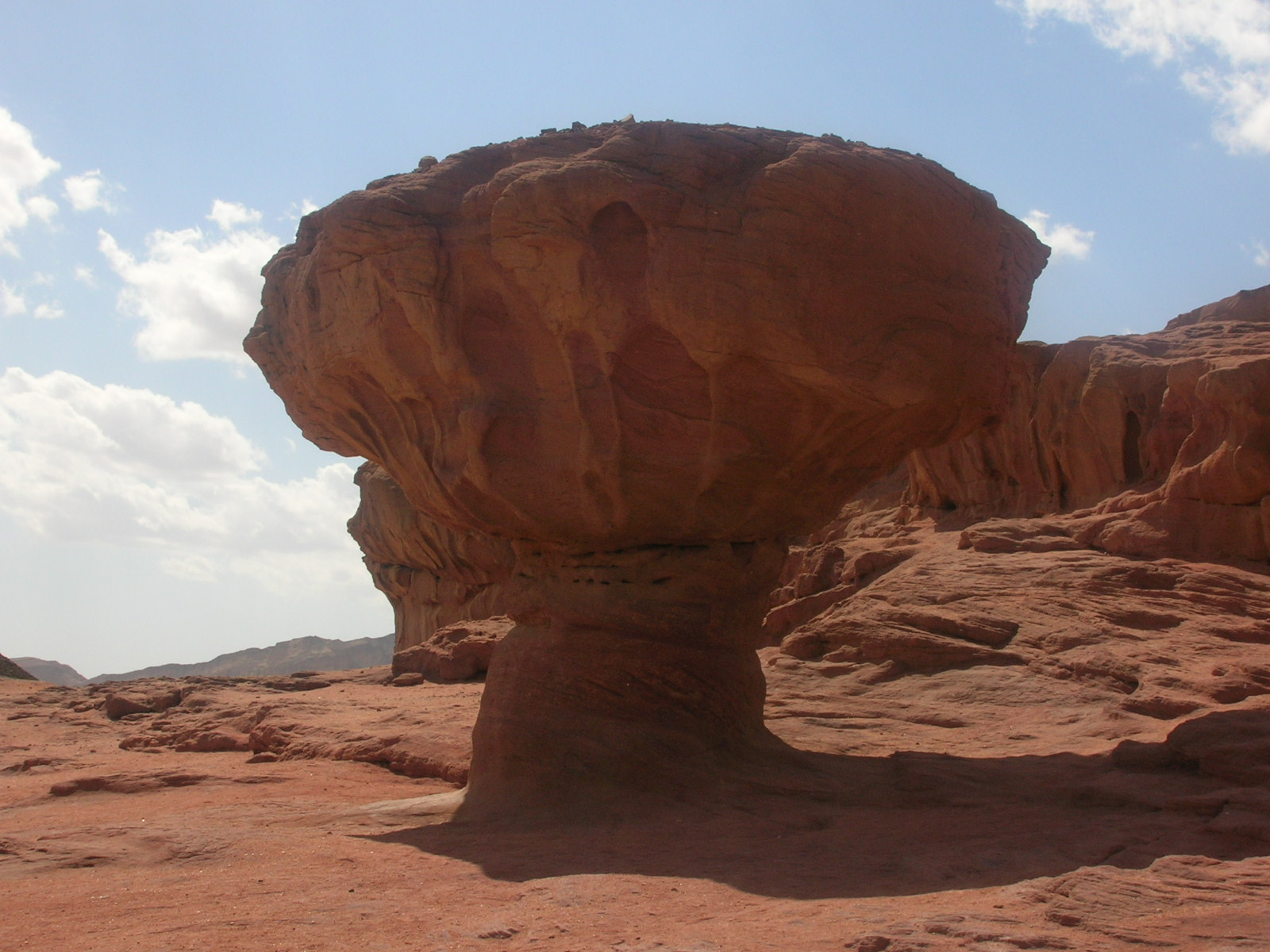
Seta rocosa en Timna Park, Negev, Israel

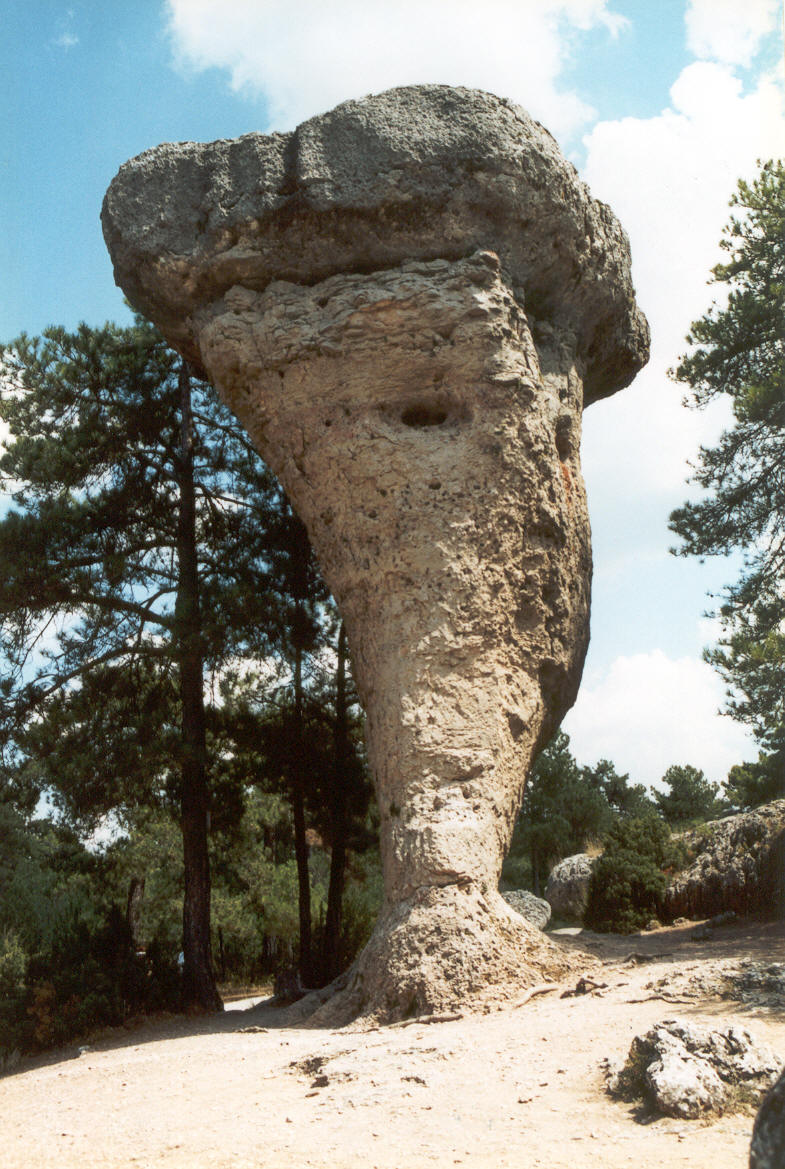
Ejemplo de Seta rocosa en la Ciudad Encantada, (Cuenca)

Una seta rocosa, también llamada pedestal rocoso o roca fungiforme, en geomorfología, es una de  las manifestaciones más llamativas de los procesos de erosión y meteorización.  Generalmente se encuentran en  áreas de desierto y se forman durante miles de años, cuando la erosión de una roca  aislada progresa a un ritmo diferente en su parte inferior que en  su parte superior. La abrasión por los granos de arena que mueve el viento, es  más frecuente en el primer metro desde el suelo, haciendo que las  bases de los afloramientos erosionen más rápidamente que la parte superior. 
El agua fluyendo también puede causar el mismo efecto. En ocasiones, la  composición química de las rocas puede ser un factor importante, si la  parte superior de la roca es más resistente a la erosión y a la  meteorización, se erosionan más lentamente que la base. En algunos casos, la formación de setas rocosas también ha sido atribuida a la meteorización química en la base de la roca, debido a la acumulación de rocío cerca de la superficie.

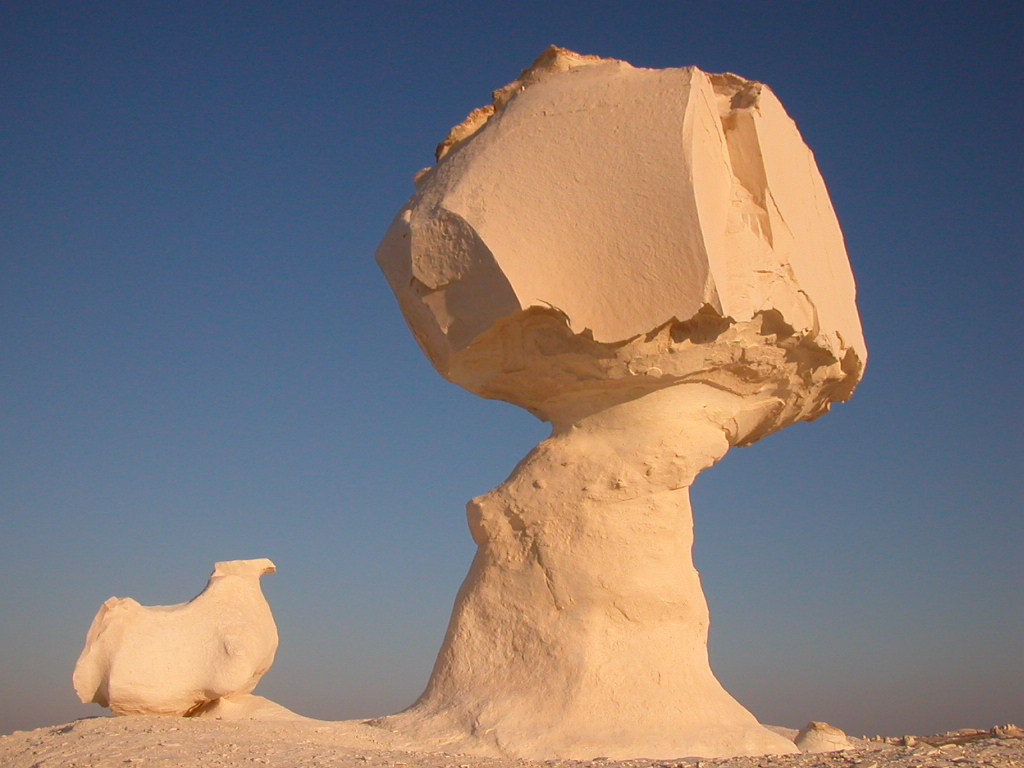
Seta rocosa en Egipto
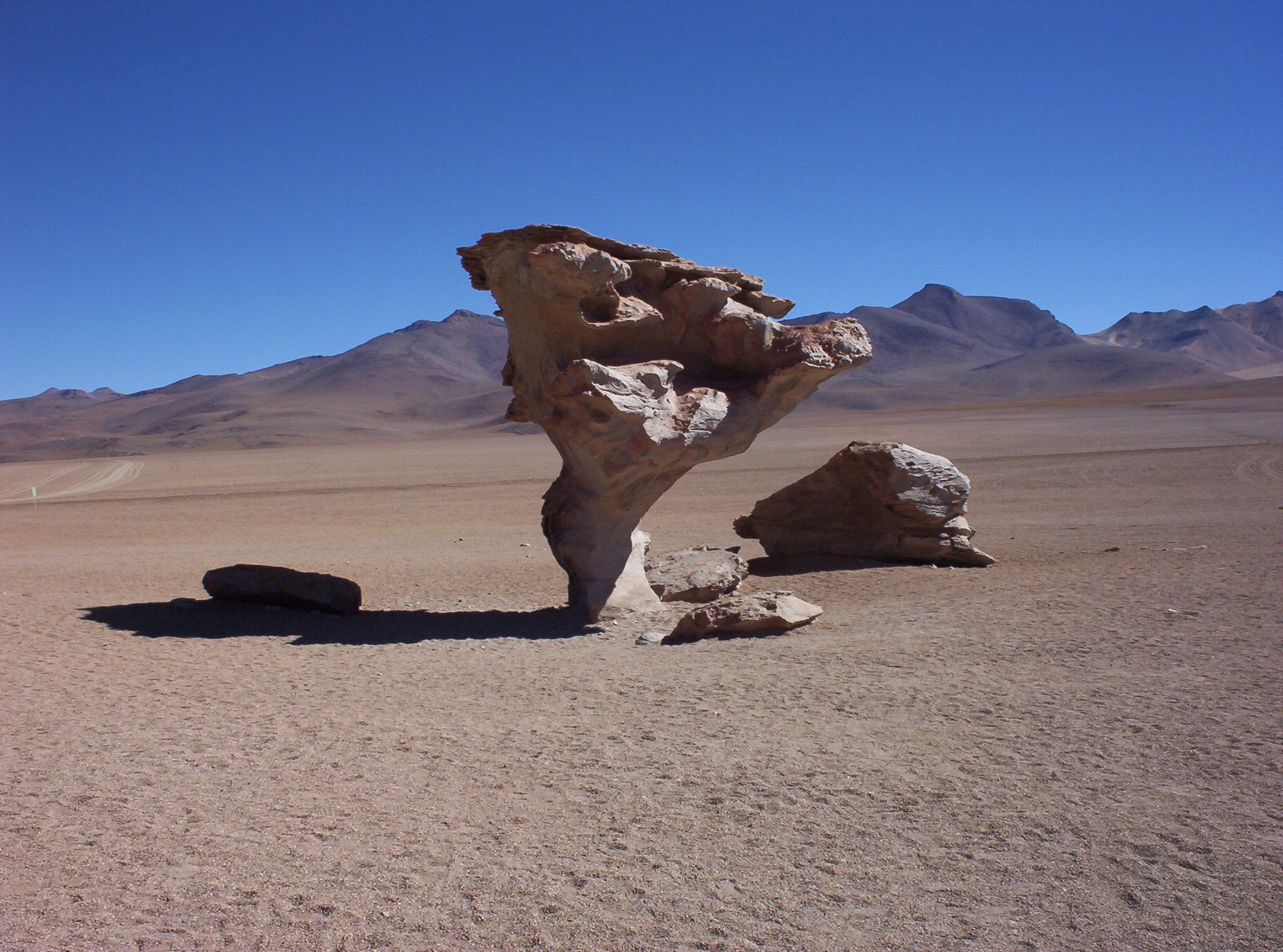
Árbol de Piedra en Bolivia
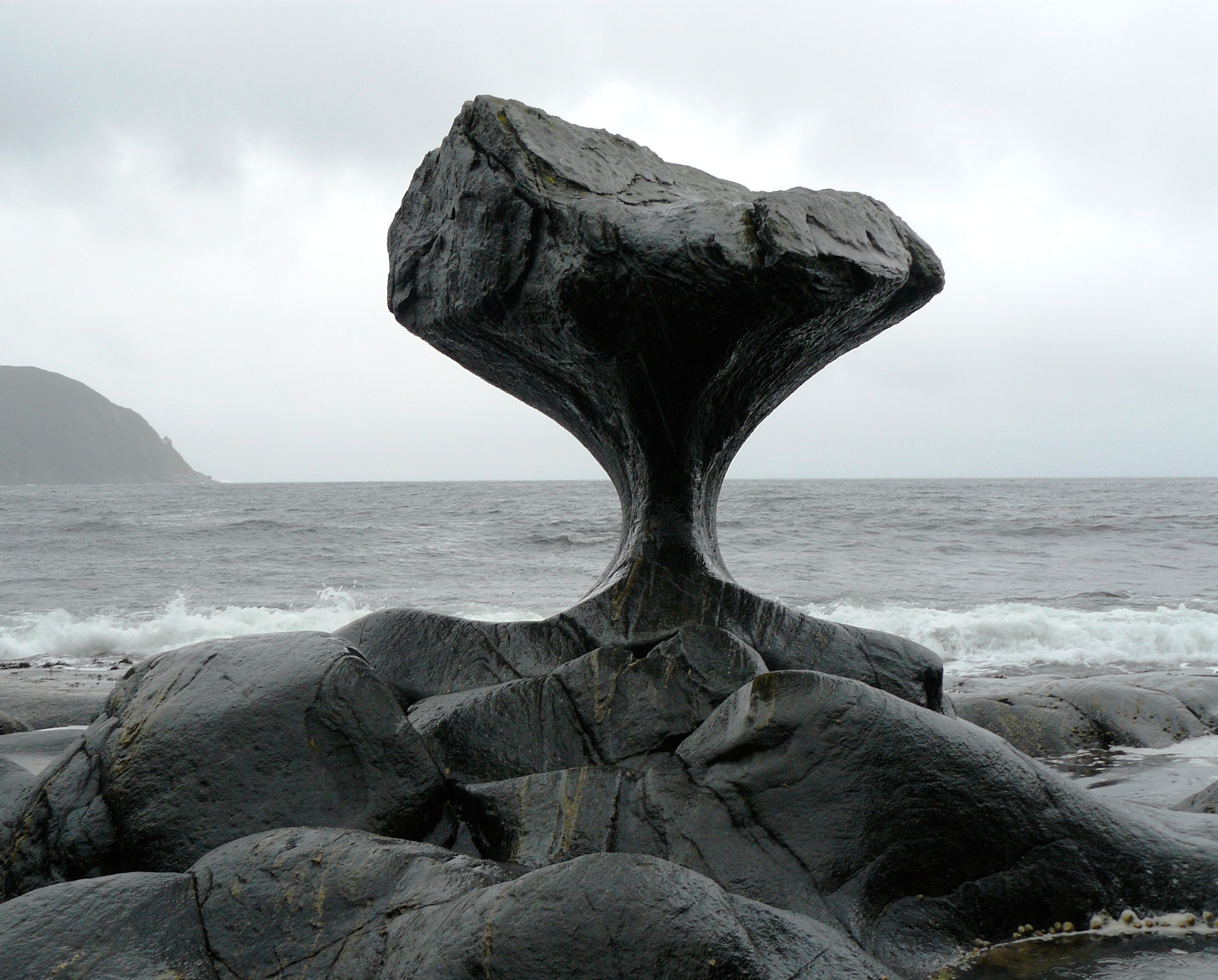
Kannesteinen, seta rocosa en  Vågsøy, Noruega
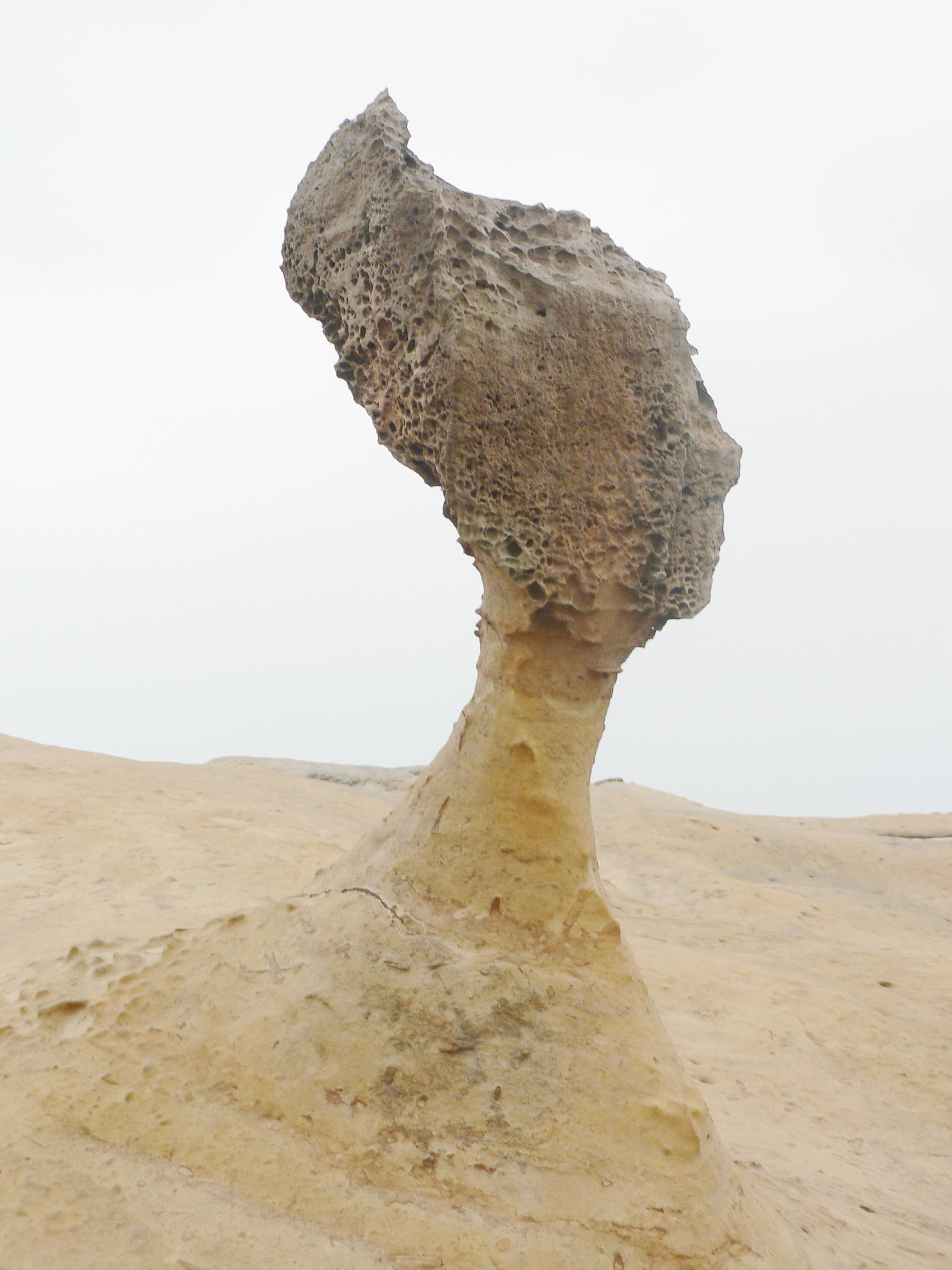
La cabeza de la reina, la más conocida de las figuras de erosión de Yehliu
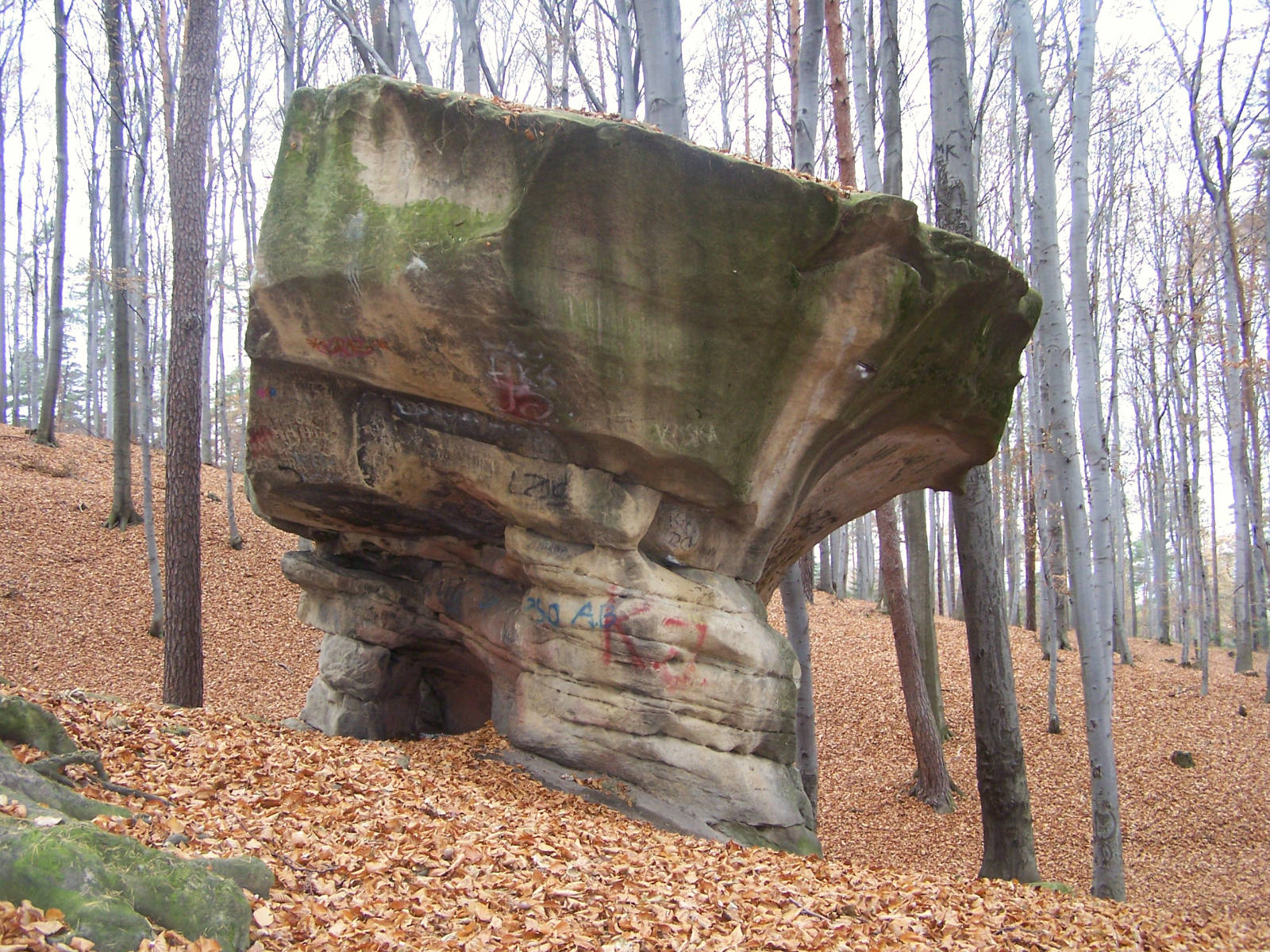
Kamień Grzyb, en Leksandrowa, Polonia